# Vanessa (Barber)
Vanessa ist eine Oper in vier bzw. drei (überarbeitete Fassung, Uraufführung 1964) Akten von Samuel Barber. Sie wurde am 15. Januar 1958 in der New Yorker Metropolitan Opera uraufgeführt. Die europäische Erstaufführung fand im selben Jahr im Rahmen der Salzburger Festspiele statt. Das englische Libretto stammt von dem Komponisten Gian Carlo Menotti.

## Handlung
Vanessa wartet sehnsuchtsvoll auf ihren Liebhaber Anatol. Ihre Nichte Erika leistet ihr Gesellschaft. Die Beziehung zu Anatol ist schon viele Jahre her, lange Jahre des Wartens („Must the winter come so soon“). In all der Zeit hat Vanessa sich ihrer Einsamkeit und ihrer Angst vorm Altern hingegeben, alle Spiegel und Gemälde des Hauses sind verhängt.
Endlich fährt eine Kutsche vor, die den Erwarteten bringen soll. Statt des Geliebten erscheint jedoch dessen Sohn, der ebenfalls Anatol heißt. Vanessa jedoch bemerkt zunächst nicht, dass es sich nicht um ihren Geliebten handelt und erzählt vom Leiden des Wartens („Do not utter a word“).
Vanessa verliebt sich schließlich in das jüngere Ebenbild des verstorbenen Anatol. Der junge Anatol begehrt jedoch die junge Erika und macht ihr einen Heiratsantrag. Erika lehnt jedoch ab, da sie an der Ernsthaftigkeit des Antrags zweifelt.
Vanessa aber intensiviert ihre Affinität zu dem jungen Anatol, der sich auf das Spiel einlässt. Schließlich soll der vertraute Hausarzt an einem Ballabend die baldige Heirat der beiden bekanntgeben. Erika und die Mutter von Vanessa wollen daher nicht am Ball teilnehmen, schließlich erscheint Erika dennoch, wird jedoch ohnmächtig, als der Doktor die frohe Nachricht verkündet.
Erika rennt zum See und will sich umbringen, landet jedoch unglücklich in einer kleinen Schlucht, wo sie gefunden wird. In einem Gespräch mit der Großmutter stellt sich heraus, dass sie von Anatol schwanger war, die Schwangerschaft ist jedoch vorbei. Vanessa schöpft Verdacht und lässt sich von Anatol und Erika beschwören, dass nichts zwischen den beiden gelaufen ist. Schließlich bewegt sie Anatol dazu, das Land zu verlassen und in Paris zu leben. Das Haus gehört nun Erika, sie verhängt nun alle Spiegel und Gemälde – und trauert so wie es Vanessa zuvor getan hatte.

## Auszeichnungen
Die Oper wurde im Jahr 1958 mit dem Pulitzer-Preis für Musik ausgezeichnet.

## Einzelnachweis
1. ↑  Verzeichnis der Pulitzer-Preisträger 1958 auf www.pulitzer.org